# Черниця (Смолевицький район)
Черниця (біл. вёска Чарніца) — село в складі Смолевицького району Мінської області, Білорусь. Село підпорядковане Пекалинській сільській раді, розташоване в центральній частині області.